# 莫洛奇内
莫洛奇内（羅馬化：Molochnyy）是俄罗斯摩尔曼斯克州的市级镇，属科拉区，地处摩尔曼斯克州西北部，位于科拉河畔，在区行政中心科拉南、州府摩尔曼斯克西南方。镇东南和西南方分别有同属一区的市级镇基利金斯特罗伊和穆尔马希。
该地2021年人口有4,810人；2010年人口5,208；2002年人口5,627；1989年人口5,878。